# Pauxi pauxi
O mutum-de-elmo  (Pauxi pauxi) é um cracídeo encontrado na Venezuela e Colômbia.